# Tabidia
Tabidia és un gènere d'arnes de la família Crambidae descrit per Pieter Cornelius Tobias Snellen el 1880.

## Taxonomia
- Tabidia aculealis (Walker, 1866)
- Tabidia candidalis (Warren, 1896)
- Tabidia craterodes Meyrick, 1894
- Tabidia flexulalis Snellen, 1899
- Tabidia fuscifusalis Hampson, 1917
- Tabidia inconsequens (Warren, 1896)
- Tabidia insanalis Snellen, 1879 (Borneo, Cèlebes, Papua Nova Guinea)
- Tabidia obvia Du & Li, 2014
- Tabidia nacoleialis Hampson, 1912
- Tabidia strigiferalis Hampson, 1900
- Tabidia truncatalis Hampson, 1899 (Nova Guinea)